# Epilohmannia styriaca
Epilohmannia styriaca är en kvalsterart som beskrevs av Schuster 1960. Epilohmannia styriaca ingår i släktet Epilohmannia och familjen Epilohmanniidae. Inga underarter finns listade i Catalogue of Life.